# ユースレス・アイディー
ユースレス・アイディー（Useless ID）は、1994年にイスラエルにて結成された4人組のポップ・パンク・バンドである。ライブ活動を積極的に行っていることで知られている。
初期は自主レーベルFalafel Recordsを立ち上げ、そこからアルバムをリリースしていたが、3rdアルバムからはKung Fu Recordsと契約し、そこからリリースしている。
現在はSuburban Home Recordsと契約。レーベルメイトにはJoey Cape、Look Mexico、Gamitsなどが挙げられる。

## メンバー

### 現在のメンバー
- Yotam Ben-Horin - ヴォーカル,ベース
- Ishay Berger -  ギター
- Guy Carmel - ギター
- Yonatan Harpak - ドラムス

## 作品

### アルバム
- Dead's Not Punk （1997年、Falafel Records/Yo-Yo Records）
- Get in the Pita Bread Pit （1999年、Falafel Records）
- Bad Story, Happy Ending （2001年、Kung Fu Records）
- No Vacation From The World （2003年、Kung Fu Records）
- Redemption （2004年、Kung Fu Records）
- Lost Broken Bones （2008年、Suburban Home Records）
- Symptoms (2012、Fat Wreck Chords)
- The Lost Broken Bones (2015、Fat Wreck Chords)
- State Is Burning (2016、Fat Wreck Chords)
- We Don't Want the Airwaves (2016、Fat Wreck Chords)
- 7 Hits from Hell (2018、Fat Wreck Chords)
- Get In The Pita Bread Pit (2020、 Split Label with Jerk Off Records and Ratgirl Records）